# سیارک ۲۹۵۵
سیارک ۲۹۵۵ (به انگلیسی: 2955 Newburn، نامگذاری:1982BX1) دو هزار و نهصد و پنجاه و پنجمین سیارک کشف شده‌است که در ۳۰ ژانویه ۱۹۸۲ کشف شد.
قدر مطلق سیارک برابر ۱۳٫۵۰ است.